# Valentin Cojocaru
Valentin Alexandru Cojocaru (Bucarest, 1º ottobre 1995) è un calciatore rumeno, portiere del Pogoń Stettino.

## Carriera

### Club

#### Steaua Bucarest
Dopo aver giocato nelle giovanili della Dinamo Bucarest dal 2004 al 2007, è entrato a far parte di quelle della Steaua Bucarest. Il 21 aprile 2011 ha esordito nella Steaua Bucarest II, squadra riserve militante in Liga II: è stato schierato titolare nella sconfitta per 3-2 maturata sul campo del Concordia Chiajna. Ha giocato altre due partite in squadra nel corso di quella stessa stagione.
A partire dall'annata seguente, Cojocaru è stato aggregato in prima squadra. Ha debuttato nella Liga I il 7 maggio 2013, nella vittoria per 0-1 in casa del Gloria Bistrița. In quella stagione, la sua squadra si è aggiudicata la vittoria del campionato e la seguente supercoppa. Essendo ancora eleggibile per la manifestazione, con la Steaua Bucarest ha partecipato alla Youth League 2013-2014.
Sono seguiti altri due campionati vinti in squadra, una coppa nazionale e due coppe di lega. Il 14 luglio 2015 ha avuto l'opportunità di esordire nelle competizioni europee per club, venendo schierato titolare nell'andata del secondo turno di qualificazione alla Champions League 2015-2016, in cui la Steaua Bucarest si è imposta sul campo dell'AS Trenčín per 0-2.

#### Crotone
Il 31 agosto 2016, la Steaua Bucarest ha comunicato sul proprio sito internet d'aver ceduto Cojocaru al Crotone con la formula del prestito. I pitagorici si sono riservati anche un'opzione per l'acquisto a titolo definitivo del giocatore.

#### Frosinone
Il 25 gennaio 2017, viene ufficializzato il suo passaggio al Frosinone con la formula del prestito.

### Nazionale
Cojocaru ha rappresentato la Romania a livello Under-19 e Under-21. Per quanto concerne quest'ultima selezione, in data 4 settembre 2015 ha effettuato il proprio esordio in una partita valida per le qualificazioni al campionato europeo 2017: è stato titolare nella sconfitta interna per 0-2 contro la Bulgaria.

## Palmarès

### Club

#### Competizioni nazionali
- Campionato rumeno: 3

Steaua Bucarest: 2012-2013, 2013-2014, 2014-2015
- Supercoppa di Romania: 3

Steaua Bucarest: 2013
- Coppa di Romania: 2

Steaua Bucarest: 2013-2014
Viitorul Costanza: 2018-2019
- Coppa di Lega rumena: 2

Steaua Bucarest: 2014-2015, 2015-2016
- Supercoppa di Cipro: 1

Apollon Limassol: 2017